# Egyptian Premier League
Die Egyptian Premier League (arabisch الدوري المصري الممتاز, DMG ad-Dawrī al-Miṣrī al-Mumtāz) ist eine professionelle Fußballliga und die höchste Spielklasse im ägyptischen Fußball.
Die drei bekanntesten Vereine sind al Ahly SC, al Zamalek SC und Ismaily SC. Die Liga besteht aus 18 Mannschaften. Der Meister und der Zweitplatzierte qualifizieren sich für die CAF Champions League, der Dritte sowie der Pokalsieger nehmen am CAF Confederation Cup teil. Die Teams auf den Plätzen 16 bis 18 steigen in die zweite Liga (Division One) ab.
Zurzeit nennt sich die Liga offiziell Etisalat Egyptian Premier League, nachdem die Emirati Communications Company einen Vertrag mit dem nationalen Verband ausgehandelt hat. Es dürfen nicht mehr als drei ausländische Spieler bei einem Verein spielen.
Die Saison 2010/11 wurde aufgrund der Revolution in Ägypten vom 27. Januar 2011 bis zum 13. April 2011 unterbrochen. In dieser Spielzeit gab es keine Absteiger, da aber trotzdem drei Vereine aus der zweiten Liga aufstiegen, erhöhte sich die Anzahl der Vereine der folgenden Saison auf 19. Jene wurde nach den Stadion-Ausschreitungen von Port Said beim Spiel zwischen al-Masry und al Ahly am 1. Februar 2012 zunächst unter- und später, am 10. März, abgebrochen. Zu der Zeit hatten die Mannschaften 14 bis 17 Spiele absolviert. Die Spielzeiten 2011/12 sowie 2012/13 wurden ebenfalls abgebrochen.

## Meisterschaften
- 1948/49 al Ahly SC
- 1949/50 al Ahly SC
- 1950/51 al Ahly SC
- 1951/52 nicht ausgetragen
- 1952/53 al Ahly SC
- 1953/54 al Ahly SC
- 1954/55 abgebrochen
- 1955/56 al Ahly SC
- 1956/57 al Ahly SC
- 1957/58 al Ahly SC
- 1958/59 al Ahly SC
- 1959/60 al Zamalek SC
- 1960/61 al Ahly SC
- 1961/62 al Ahly SC
- 1962/63 Tersana SC
- 1963/64 al Zamalek SC
- 1964/65 al Zamalek SC
- 1965/66 el-Olympi
- 1966/67 Ismaily SC
- 1967/68 nicht ausgetragen
- 1968/69 nicht ausgetragen
- 1969/70 nicht ausgetragen
- 1970/71 nicht ausgetragen
- 1971/72 abgebrochen
- 1972/73 Ghazl El-Mehalla
- 1973/74 abgebrochen
- 1974/75 al Ahly SC
- 1975/76 al Ahly SC
- 1976/77 al Ahly SC
- 1977/78 al Zamalek SC
- 1978/79 al Ahly SC
- 1979/80 al Ahly SC
- 1980/81 al Ahly SC
- 1981/82 al Ahly SC
- 1982/83 al-Mokawloon al-Arab
- 1983/84 al Zamalek SC
- 1984/85 al Ahly SC
- 1985/86 al Ahly SC
- 1986/87 al Ahly SC
- 1987/88 al Zamalek SC
- 1988/89 al Ahly SC
- 1989/90 abgebrochen
- 1990/91 Ismaily SC
- 1991/92 al Zamalek SC
- 1992/93 al Zamalek SC
- 1993/94 al Ahly SC
- 1994/95 al Ahly SC
- 1995/96 al Ahly SC
- 1996/97 al Ahly SC
- 1997/98 al Ahly SC
- 1998/99 al Ahly SC
- 1999/00 al Ahly SC
- 2000/01 al Ahly SC
- 2001/02 al Zamalek SC
- 2002/03 Ismaily SC
- 2003/04 al Zamalek SC
- 2004/05 al Zamalek SC
- 2005/06 al Ahly SC
- 2006/07 al Ahly SC
- 2007/08 al Ahly SC
- 2008/09 al Ahly SC
- 2009/10 al Ahly SC
- 2010/11 al Ahly SC
- 2011/12 abgebrochen
- 2012/13 abgebrochen
- 2013/14 al Ahly SC
- 2014/15 al Zamalek SC
- 2015/16 al Ahly SC
- 2016/17 al Ahly SC
- 2017/18 al Ahly SC
- 2018/19 al Ahly SC
- 2019/20 al Ahly SC
- 2020/21 Al Zamalek SC
- 2021/22 Al Zamalek SC
- 2022/23 al Ahly SC
- 2023/24 al Ahly SC
- 2024/25 al Ahly SC

## Titelträger
| Platz | Verein               | Titel |
| ----- | -------------------- | ----- |
| 1.    | al Ahly SC           | 45    |
| 2.    | al Zamalek SC        | 14    |
| 3.    | Ismaily SC           | 3     |
| 4.    | el-Olympi            | 1     |
| 4.    | Ghazl El-Mehalla     | 1     |
| 4.    | al-Mokawloon al-Arab | 1     |
| 4.    | Tersana SC           | 1     |